# Aerei della Luftwaffe nella seconda guerra mondiale
Aerei dell'Aeronautica Militare Tedesca (Luftwaffe), 1935-1945.
La Luftwaffe venne istituita ufficialmente il 1º marzo 1935,
anche se l'addestramento e lo sviluppo procedevano in segreto dal 1925 grazie all'organizzazione Deutsche Verkehrsfliegerschule, abbreviata DVS. Tuttavia l'inizio della guerra viene indicato da gran parte della storiografia nel 1º settembre del 1939 dunque questa lista comprende solo apparecchi utilizzati dopo tale data.
La Luftwaffe fu l'aviazione militare tedesca durante il secondo conflitto mondiale. Contribuì, soprattutto durante i primi anni di scontri, alla buona riuscita della tattica della "guerra lampo" adottata dalle forze armate tedesche. Vittoriosa in Polonia e in Francia, subì una prima battuta d'arresto nella battaglia d'Inghilterra scontrandosi contro la Royal Air Force britannica. Rivolse poi gran parte della sua attenzione al fronte orientale, dove durante l'operazione Barbarossa conquistò in poco tempo la superiorità aerea a scapito dell'inesperta aviazione sovietica.
Il rovesciamento delle sorti della guerra portarono la Luftwaffe ad un progressivo cambio di attività e l'occupazione preminente divenne la difesa dello spazio aereo tedesco minacciato dai bombardieri britannici e statunitensi. L'aviazione tedesca, in inferiorità numerica e con scarse quantità di carburante, non riuscì ad arginare l'offensiva Alleata. Nel periodo finale della guerra comparvero anche i rivoluzionari caccia a reazione ma la loro scarsa produzione non fu sufficiente a cambiare gli esiti del conflitto.
Avvertenza: nonostante il titolo di questa voce, per completezza, l'elenco comprende anche alcune aerodine di tipo diverso dagli aerei.

## Storia

### Origini

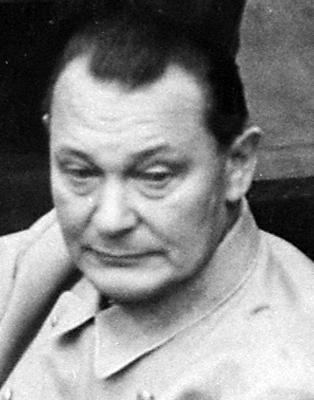
Hermann Göring fu a capo della Luftwaffe dalla sua istituzione fino al 1945

A seguito del trattato di Versailles, alla Germania fu imposto lo scioglimento dell'aviazione militare. Ciononostante, fu mantenuta segretamente una forza aerea fin dal 1926. L'addestramento clandestino dei piloti iniziò nei club privati, compagnie aeree civili, alianti e ultraleggeri su cui i futuri piloti militari poterono addestrarsi. Nel 1930 il partito nazista si dotò di un proprio organo di volo e tre anni dopo fu costituita la Deutsche Luftsportverband (associazione aerea sportiva tedesca).
Venne poi la decisione di Hitler di riarmare la Germania. La Luftwaffe venne fondata clandestinamente nel 1933 con circa 4000 addetti mentre erano già da tempo in produzione vari tipi di aerei militari; il 1º gennaio 1934 nacque a Berlino-Tempelhof il Bombengeschwader 1, la prima unità da bombardamento della Luftwaffe e un documento dello stesso anno propose la costruzione di 4021 aerei entro il 30 settembre 1935. Il 1º marzo 1935 la creazione della nuova forza aerea tedesca venne resa pubblica a tutto il mondo. A capo dell'Oberkommando der Luftwaffe (OKL) nel 1935 fu incaricato il ministro dell'aviazione Hermann Göring.
Vi erano, inizialmente, due linee di pensiero distinte: da una parte i sostenitori dell'importanza dei bombardamenti strategici compiuti da aerei quadrimotore; dall'altra la convinzione che l'aviazione dovesse essere usata solamente a supporto delle truppe a terra e per contrastare i velivoli nemici. L'esperienza bellica in Spagna dove i bombardieri in picchiata svolsero egregiamente il loro compito convinse il comando della Luftwaffe che quest'ultima linea di pensiero fosse quella da seguire. I progetti per i grandi aerei da bombardamento, come il Dornier Do 19 e lo Junkers Ju 89, vennero quindi abbandonati.

### La guerra di Spagna

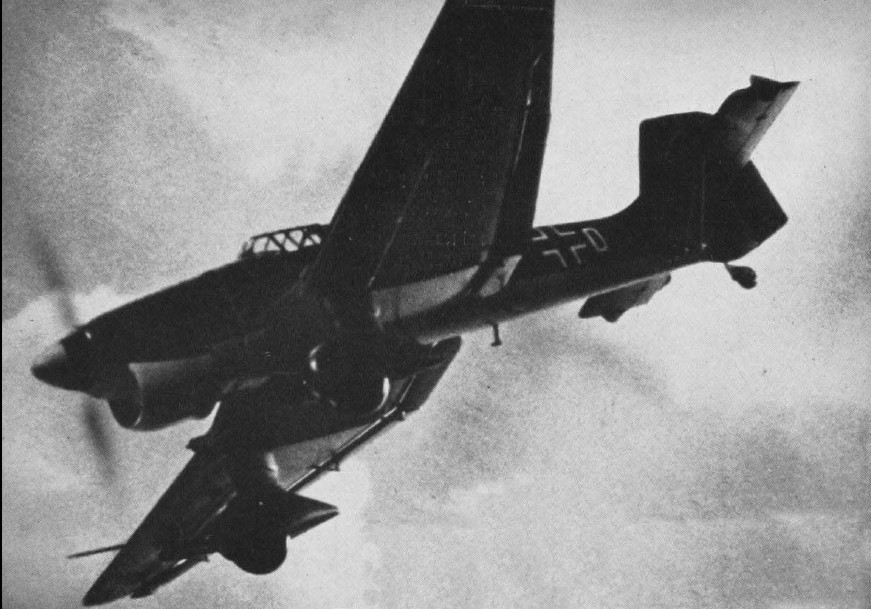
Lo Stuka. Progettato nel 1933 dalla Junkers, restò in produzione per oltre nove anni

La guerra civile spagnola fu un banco di prova per la Luftwaffe che ebbe modo di constatare l'efficacia del bombardamento in picchiata effettuato dagli Junkers Ju 87 e dagli Heinkel He 51, e mettere alla prova i piloti ed i caccia Messerschmitt Bf 109).
Ebbero il battesimo del fuoco aerei come il Dornier Do 17, Heinkel He 111, Junkers Ju 52, Junkers Ju 86, Junkers Ju 87, Henschel Hs 123.
La schiacciante superiorità numerica e qualitativa degli aerei tedeschi fece sì che il collaudo avesse esito largamente positivo. Tuttavia questo stesso esito positivo influenzò in modo determinante la mentalità dei comandi tedeschi, spingendoli verso la dotazione di bombardieri medi come arma strategica e verso il bombardiere in picchiata come arma tattica. Nella successiva "battaglia d'Inghilterra" si videro poi i limiti di questa impostazione che contribuì non poco alla perdita della supremazia da parte della Luftwaffe.

### La battaglia d'Inghilterra

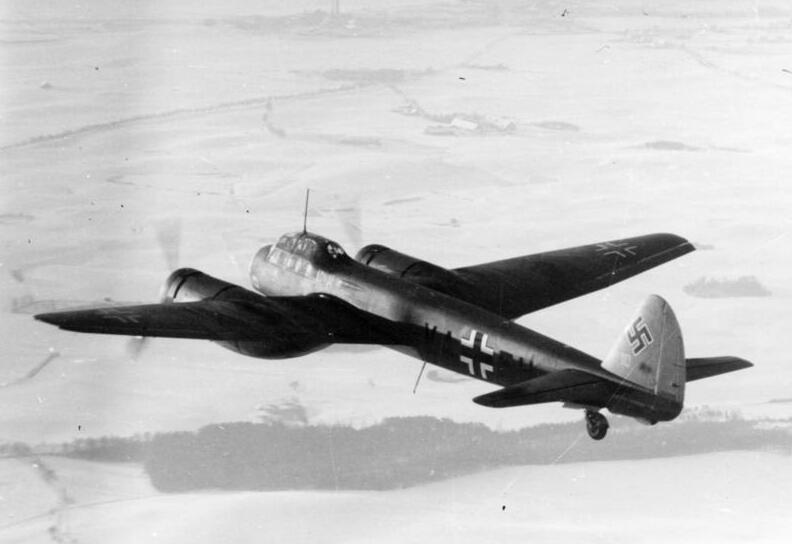
Lo Ju 88, il primo aereo della Luftwaffe ad effettuare una incursione in Gran Bretagna

Nel 1940 la Germania tentò l'attacco alla Gran Bretagna noto come operazione Seelöwe. Per la riuscita dell'operazione era necessario neutralizzare l'aviazione britannica, la RAF, per assicurare protezione totale alle navi che avrebbero dovuto attraversare La Manica.
Tra il giugno e luglio del 1940 si scatenò così la Battaglia d'Inghilterra, con priorità di attacco alle basi aeree e alle industrie aeronautiche britanniche.
Fu subito constatata la grande vulnerabilità degli Stuka nei confronti dei caccia britannici, fatto che si manifestò in tutta la sua evidenza nei mesi a seguire.
Nella seconda settimana di agosto furono riuniti 1482 bombardieri a medio raggio, 365 Stuka e altri cacciabombardieri, 976 caccia monomotore, alcune centinaia di aerei da ricognizione e 280 caccia bimotore.
I bombardieri tedeschi non erano stati progettati per condurre bombardamenti strategici a lungo raggio, inoltre si rivelarono vulnerabili agli attacchi aerei nemici, complice anche la scarsa protezione offerta loro dai Bf 110 che non si dimostrarono all'altezza dei più veloci e agili caccia britannici. I Ju 87 Stuka erano efficaci e precisi nel bombardamento, ma in scontri con altri caccia di solito aveva la peggio; l'unico elemento di parità era quando si scontravano Bf 109 e Spitfire.
La battaglia d'Inghilterra fu la prima grande battuta d'arresto per le forze armate tedesche, con la Luftwaffe che perse un totale di 1789 velivoli, dei quali 1385 in combattimento.

### Le ostilità con l'Unione Sovietica
L'aeronautica sovietica (VVS) al momento dell'invasione, il 22 giugno 1941, aveva piloti inesperti e aerei inadatti a fronteggiare un potente attacco. Con oltre 1945 aerei, tra cui i vecchi Henschel Hs 123 per ingrossare le file, per i piloti tedeschi fu dunque facile spazzare via dai cieli e dalle basi a terra il nemico: in un solo giorno la Luftwaffe distrusse 1800 aerei perdendone solo 35.
Seguì un periodo di stasi; ma l'anno successivo, all'inizio della primavera del 1942, la Luftwaffe ricominciò le azioni di supporto al suolo, caccia libera e bombardamento. Il principale aereo schierato al fronte era il Focke-Wulf Fw 190, che eccelleva sia nel ruolo di caccia che in quello di cacciabombardiere.
Con 2 100 aeroplani la Luftwaffe tornò in massa a supportare l'attacco a Sebastopoli, dove in sole tre settimane fu sganciata una quantità di bombe superiore a quella lanciata in Gran Bretagna nel 1940,. In assenza di una valida opposizione di caccia, gli Stuka ritornarono alla loro funzione principale di eliminare il nemico per liberare la strada alla Wehrmacht.
In seguito la situazione si capovolse in favore dei sovietici e, nel 1944, di fronte all'avanzata dell'Armata Rossa, la Wehrmacht non poté fare altro che ritirarsi mentre la Luftwaffe era in affanno, con soli 1700 aerei disponibili. Nonostante l'introduzione del Messerschmitt Me 410 per sostituire i Bf 110, la Luftwaffe non riuscì a contrastare la sopraggiunta schiacciante superiorità della VVS.

### Ultime offensive e difesa di Berlino

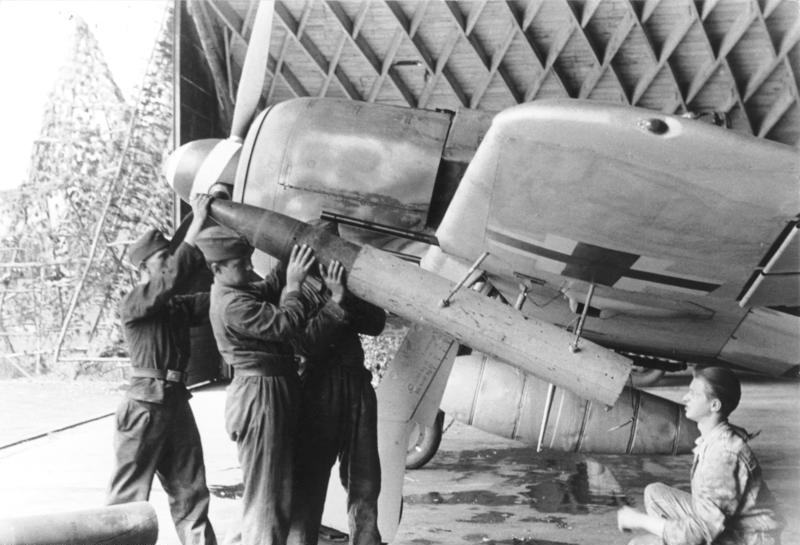
Un Fw 190 viene armato con un lanciarazzi. Queste armi furono usate contro i bombardieri statunitensi.

Nel gennaio 1944 la Luftwaffe mise in atto l'operazione stambecco, un'offensiva notturna allo scopo di distruggere obiettivi militari e civili nell'Inghilterra meridionale. Era una risposta ai continui bombardamenti che il Bomber Command effettuava sulla Germania. Si riuscirono a raccogliere, anche sottraendoli al fronte orientale e italiano, 499 bombardieri tra He 177, He 111, Ju 88, Ju 188, Do 217 e Me 410 e 25 cacciabombardieri Fw 190.
Gli attacchi si susseguirono fino a marzo.
Aerei tedeschi puntarono su Londra riuscendo ad appiccare qualche incendio e a distruggere numerosi edifici, ma la contraerea e i caccia notturni britannici riuscirono a limitare in modo significativo i danni a terra.
Le pesanti perdite subite dall'aeronautica tedesca nella prima metà del 1944 resero evidente la necessità di un vantaggio tattico dato che gli alleati disponevano ormai della superiorità aerea sul continente.
Adolf Galland riconobbe che la Luftwaffe stesse perdendo la guerra di logoramento. Riteneva fosse opportuno puntare sulla qualità; in un rapporto del 27 aprile affermava:
Il 1º gennaio 1945 la Luftwaffe scatenò la sua ultima offensiva ad occidente per ridurre l'attività della caccia nemica colpendo a sorpresa gli aerei a terra: l'operazione Bodenplatte.
Vi presero parte circa 800 aerei tra cui i Messerschmitt Me 262.
396 velivoli Alleati vennero messi fuori uso; ma le perdite subite dalla Luftwaffe furono pesanti: 143 aerei persi, 120 piloti uccisi e 67 catturati..
Per contrastare l'avanzata sovietica a est, il 12 aprile 1945 furono riuniti 1850 caccia da impiegare nella difesa di Berlino, anche se il carburante era scarsissimo e l'aviazione sovietica numericamente superiore.
Dal 1º settembre 1939 gli arruolati nella Luftwaffe furono più di 3 400 000; andarono persi in totale 95 000 aerei e più di 512 000 uomini.

## La propulsione a reazione

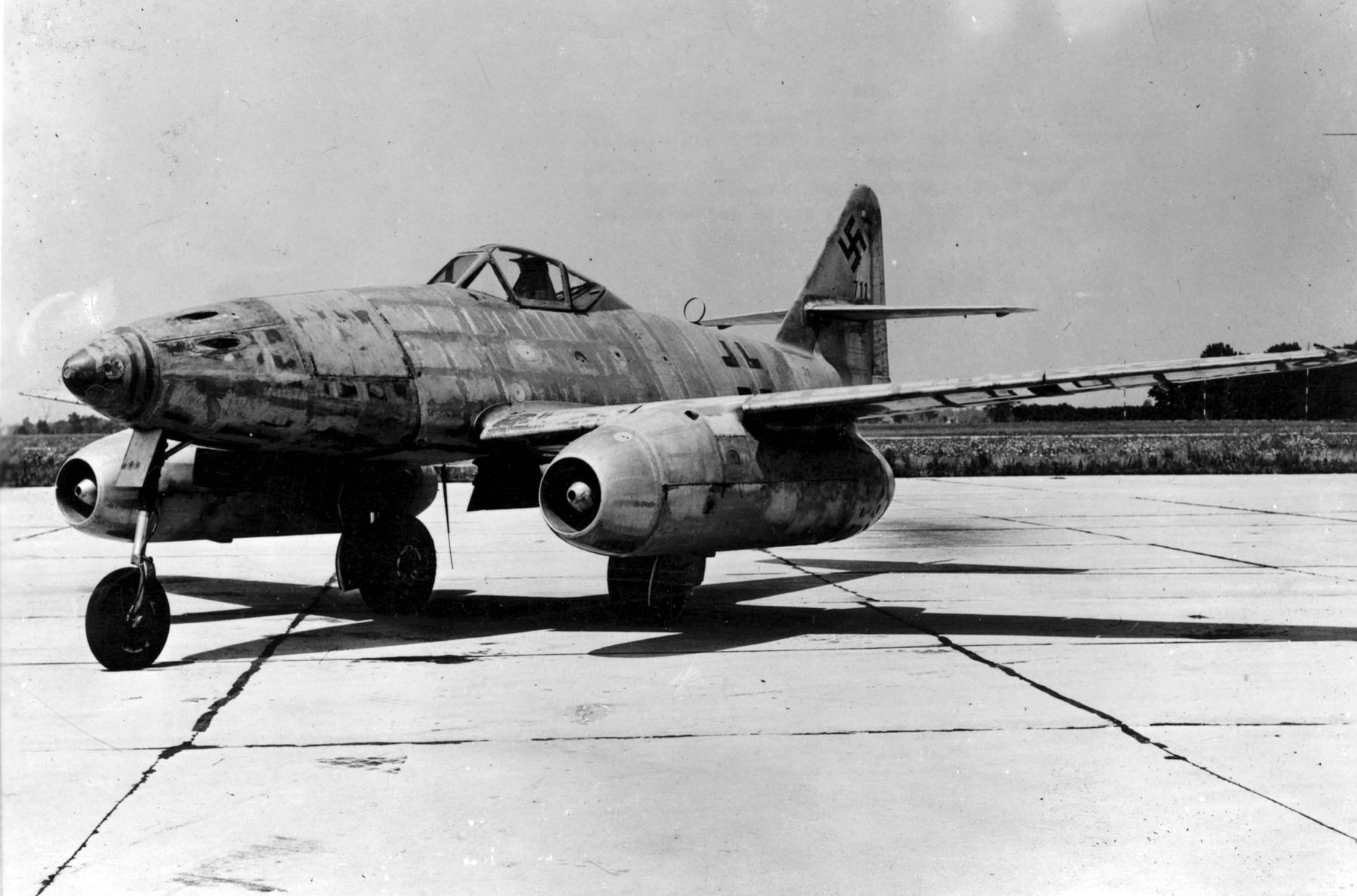
L'Me 262 fu il primo aereo militare con motore a reazione ad entrare in servizio operativo ma il suo contributo non riuscì a essere decisivo

La Luftwaffe fu la prima forza aerea del mondo ad impiegare in missioni di guerra aerei a reazione.
Il primo fu il Messerschmitt Me 262, prodotto in diverse versioni come caccia e cacciabombardiere.
Capace di toccare gli 870 km/h, l'Me 262 entrò nei ranghi nel luglio 1944. Gli Me 262, quasi invincibili in aria, erano estremamente vulnerabili in fase di atterraggio e decollo, perciò gli aviatori britannici e statunitensi si specializzarono ad attaccarli proprio in queste situazioni.
Il Messerschmitt Me 163 iniziò anch'esso ad essere operativo nel luglio 1944. Con una velocità massima di 960 km/h e una maneggevolezza fuori dal comune, l'Me 163 era di gran lunga superiore a qualunque caccia a pistoni dell'epoca. Il suo punto debole era una limitatissima autonomia.
La Luftwaffe fu anche la prima forza aerea ad impiegare in missioni di guerra un bombardiere a reazione, l'Arado Ar 234, operativo dall'estate 1944. Ultimo aereo a reazione ad essere effettivamente usato fu il caccia Heinkel He 162, mentre altri progetti vennero abbandonati o rimasero allo stadio di prototipo.

## La Luftwaffe sul mare

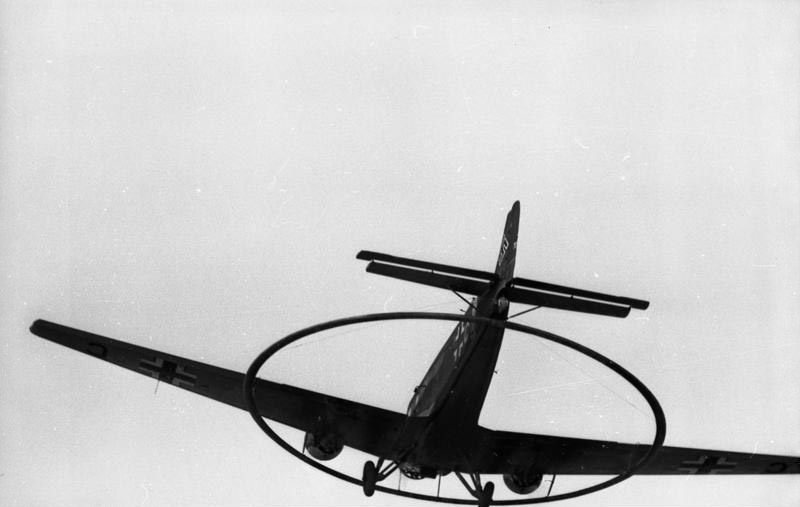
Un Ju 52 MS (MagnetSpule) dotato del dispositivo di individuazione delle mine conosciuto come anello Mausi

Le forze di mare della Luftwaffe (Seeluftstreitkräfte, forze aeree navali) erano organizzate principalmente con aerei Do 18, He 59, He 60 ed He 115. Le loro missioni, erano di ricognizione o di posa di mine navali, siluramento.
Per le operazioni di ricognizione a lungo raggio la Luftwaffe adottò nella primavera del 1940 il Focke-Wulf Fw 200 Condor, che con la sua elevata autonomia era particolarmente adatto allo scopo.
Altri aerei adottati dalla Luftwaffe per operazioni marittime furono gli Junkers Ju 188, Ju 88, Ju 52 e Ju 290, l'Ar 196, gli Heinkel He 177 ed He 111, ed i Dornier Do 24 e Do 217.
Gli equipaggi che si occupavano di rendere inoffensive le mine antinave avevano aerei in cui era montato il Minensprengring, una struttura metallica che faceva detonare le mine grazie ad un campo magnetico indotto nell'anello (in cui scorreva corrente) dalla struttura metallica delle mine stesse, ed erano soprannominati Mausiflugzeug (cacciatopi). Due delle unità più coinvolte erano dotate di Do 17 Z e He 111 J.

## Produzione
La produzione di velivoli, negli anni della guerra, raggiunse cifre che sembravano semplicemente impossibili nel periodo precedente.
La produzione tedesca ebbe la caratteristica di concentrarsi su pochi tipi producendoli in grosse quantità anziché differenziare la produzione. Il caso dei caccia è eclatante: due soli tipi (il Bf 109 e l'Fw 190) sono prodotti in un totale di 55000 esemplari. Il terzo tipo, staccatissimo, è un caccia pesante (il Bf 110) prodotto in circa 6000 esemplari. Per fare un paragone negli Stati Uniti i tipi principali di caccia furono almeno otto, tutti prodotti in più di 8000 esemplari ciascuno.
Qui di seguito i tre principali tipi (per ogni categoria) con le cifre di produzione. I dati sono tratti da Angelucci-Matricardi.
Caccia
- Messerschmitt Bf 109: circa 35 000
- Focke-Wulf Fw 190: 20 001
- Messerschmitt Bf 110: circa 6 050

Bombardamento
- Junkers Ju 88: 14 980
- Heinkel He 111: circa 7 450
- Dornier Do 217: 1 905

Attacco
- Junkers Ju 87: 5 079
- Heinkel He 115: circa 300
- Henschel Hs 129: circa 866

Ricognitori
- Fieseler Fi 156: circa 2 900
- Focke-Wulf Fw 189: 864
- Henschel Hs 126: circa 850

Trasporto
- Junkers Ju 52/3m: 4 835
- Dornier Do 24: 220
- Messerschmitt Me 323: 198

## Lista di aerei della Luftwaffe

### Caccia
| Nome                                            | Immagine | Tipo                                                      | Note                                                            |
| ----------------------------------------------- | -------- | --------------------------------------------------------- | --------------------------------------------------------------- |
| Arado Ar 68                                     |          | caccia                                                    | biplano                                                         |
| Arado Ar 240".                                  |          | caccia pesante, caccia notturno, attacco, ricognitore     |                                                                 |
| Dornier Do 335 Pfeil" (freccia)".               |          | caccia-bombardiere                                        | bimotore in configurazione traente-spingente                    |
| Focke-Wulf Fw 187 Falke" (falco)".              |          | caccia pesante                                            |                                                                 |
| Focke-Wulf Fw 190 Würger" (averla)              |          | caccia, caccia-bombardiere                                |                                                                 |
| Focke-Wulf Ta 152".                             |          | caccia                                                    | evoluzione del Fw 190                                           |
| Focke-Wulf Ta 154 Moskito" (zanzara)            |          | caccia notturno                                           | costruzione lignea                                              |
| Heinkel He 51                                   |          | caccia, scorta                                            | biplano                                                         |
| Heinkel He 112".                                |          | caccia                                                    |                                                                 |
| Heinkel He 162 Salamander" (salamandra)".       |          | caccia                                                    | turbogetto                                                      |
| Heinkel He 219 Uhu" (gufo)".                    |          | caccia notturno                                           |                                                                 |
| Junkers Ju 388 Störtebeker"                     |          | caccia pesante, caccia notturno, ricognitore, bombardiere |                                                                 |
| Messerschmitt Bf 109".                          |          | caccia                                                    | il caccia prodotto in più esemplari nella storia dell'aviazione |
| Messerschmitt Bf 110 Zerstörer" (distruttore)". |          | caccia pesante, caccia notturno                           |                                                                 |
| Messerschmitt Me 163 Komet" (cometa)".          |          | caccia intercettore                                       | motore a razzo                                                  |
| Messerschmitt Me 210                            |          | caccia pesante, ricognitore                               |                                                                 |
| Messerschmitt Me 262 Schwalbe" (rondine)".      |          | caccia, caccia notturno, attacco                          | turbogetto                                                      |
| Messerschmitt Me 410 Hornisse" (calabrone)".    |          | caccia pesante, caccia-bombardiere, ricognitore           |                                                                 |

### Bombardieri e siluranti
| Nome                            | Immagine | Tipo                                                                   | Note                                                 |
| ------------------------------- | -------- | ---------------------------------------------------------------------- | ---------------------------------------------------- |
| Arado Ar 234 Blitz" (lampo)"    |          | bombardiere                                                            | primo ricognitore/bombardiere turbogetto in servizio |
| Dornier Do 17 matita volante"   |          | bombardiere, ricognitore, caccia notturno                              |                                                      |
| Dornier Do 24                   |          | bombardiere, ricognitore marittimo e trasporto                         | idrovolante                                          |
| Dornier Do 215                  |          | bombardiere, caccia notturno                                           |                                                      |
| Dornier Do 217                  |          | bombardiere, caccia notturno                                           |                                                      |
| Fieseler Fi 167                 |          | silurante, ricognitore imbarcato                                       | biplano                                              |
| Heinkel He 45                   |          | inizialmente dichiarato aereo da addestramento, in seguito bombardiere |                                                      |
| Heinkel He 50                   |          | bombardiere in picchiata, bombardiere notturno                         | biplano                                              |
| Heinkel He 111                  |          | bombardiere                                                            |                                                      |
| Heinkel He 115".                |          | silurante                                                              | idrovolante                                          |
| Heinkel He 177 Greif" (grifone) |          | bombardiere strategico                                                 |                                                      |
| Heinkel He 274                  |          | bombardiere d'alta quota                                               |                                                      |
| Junkers Ju 86                   |          | bombardiere, ricognitore                                               |                                                      |
| Junkers Ju 88                   |          | bombardiere, ricognitore, caccia notturno                              |                                                      |
| Junkers Ju 188                  |          | bombardiere                                                            |                                                      |
| Junkers Ju 390                  |          | bombardiere a lungo raggio                                             |                                                      |
| Junkers Ju 488                  |          | bombardiere pesante                                                    |                                                      |

### Aerei da attacco
| Nome                 | Immagine | Tipo                     | Note    |
| -------------------- | -------- | ------------------------ | ------- |
| Henschel Hs 123      |          | attacco, caccia          | biplano |
| Henschel Hs 129".    |          | attacco                  |         |
| Junkers Ju 87 Stuka" |          | bombardiere in picchiata |         |

### Ricognitori
| Nome                                                      | Immagine | Tipo                                                                                         | Note                  |
| --------------------------------------------------------- | -------- | -------------------------------------------------------------------------------------------- | --------------------- |
| Arado Ar 95                                               |          | ricognitore, attacco                                                                         | biplano idrovolante   |
| Arado Ar 196                                              |          | ricognitore imbarcato                                                                        | idrovolante           |
| Blohm und Voss BV 138                                     |          | idrovolante (prime versioni designate come Ha 138)                                           |                       |
| Blohm und Voss BV 141                                     |          | ricognitore                                                                                  | aeroplano asimmetrico |
| Blohm und Voss BV 142                                     |          | ricognitore, trasporto                                                                       |                       |
| Blohm und Voss Ha 139                                     |          | ricognitore a lungo raggio, posamine                                                         | idrovolante           |
| Dornier Do 15 "Wal" (balena)                              |          | ricognitore                                                                                  | idrovolante           |
| Dornier Do 18                                             |          | bombardiere, ricognitore                                                                     | idrovolante           |
| Dornier Do 22                                             |          | lancia siluri, ricognitore                                                                   | idrovolante           |
| Dornier Do 26                                             |          | ricognizione marittima e trasporto                                                           | idrovolante)          |
| Fieseler Fi 156 Storch (cicogna)                          |          | ricognitore                                                                                  | STOL                  |
| Focke-Wulf Fw 189 "Das Fliegende auge" (l'occhio volante) |          | ricognitore                                                                                  |                       |
| Focke-Wulf Fw 62                                          |          | ricognitore imbarcato                                                                        | biplano idrovolante   |
| Heinkel He 46                                             |          | ricognitore                                                                                  |                       |
| Heinkel He 59                                             |          | ricognitore                                                                                  | biplano idrovolante   |
| Heinkel He 60                                             |          | ricognitore, imbarcato                                                                       | biplano idrovolante   |
| Heinkel He 70 "Blitz" (lampo)                             |          | ricognitore, bombardiere, addestratore                                                       |                       |
| Heinkel He 114                                            |          | ricognitore                                                                                  | idrovolante           |
| Heinkel He 116                                            |          | originariamente aereo da trasporto fu impiegato militarmente come ricognitore a lungo raggio |                       |
| Henschel Hs 126                                           |          | ricognitore                                                                                  |                       |

### Addestratori
| Nome                                            | Immagine | Tipo                                                    | Note |
| ----------------------------------------------- | -------- | ------------------------------------------------------- | --- |
| Arado Ar 65                                     |          | caccia, addestratore                                    | biplano; originariamente aereo da caccia fu in seguito utilizzato come addestratore e addirittura come traino alianti |
| Arado Ar 66                                     |          | addestratore, caccia notturno                           | |
| Arado Ar 76                                     |          | caccia, addestratore                                    | monoplano con ala a parasole; fu utilizzato come addestratore dopo essere stato dimesso dal suo ruolo principale      |
| Arado Ar 96                                     |          | addestratore avanzato                                   | |
| Arado Ar 199                                    |          | addestratore                                            | idrovolante |
| Arado Ar 396                                    |          | addestratore                                            | |
| Bücker Bü 131 Jungmann                          |          | (giovane uomo), addestratore basico                     | biplano |
| Bücker Bü 133 Jungmeister                       |          | (giovane campione), addestratore avanzato ed acrobatico | biplano |
| Bücker Bü 180 Student (studente)                |          | addestratore                                            | monoplano da addestramento, concepito come sostituto del Bü 133                                                       |
| Bücker Bü 181 Bestmann (il migliore)            |          | addestratore                                            | monoplano da addestramento                                                                                            |
| Bücker Bü 182 Kornett (ufficiale di cavalleria) |          | addestratore                                            | monoplano da addestramento                                                                                            |
| Focke-Wulf Fw 44 "Stieglitz" (cardellino)       |          | addestratore                                            | biplano |
| Focke-Wulf Fw 56 "Stösser" (astore)             |          | addestratore                                            | monoplano |
| Göppingen Gö 4                                  |          |                                                         | aliante |
| Gotha Go 145                                    |          | addestratore                                            | |
| Heinkel HD 38                                   |          | caccia, addestratore                                    | caccia fino al 1934, in seguito ad addestratore (biplano)                                                             |
| Heinkel He 72 "Kadett" (cadetto)                |          | addestratore                                            | |
| Messerschmitt Bf 108 Taifun (tifone)            |          | aereo da turismo, addestramento, collegamento           | identificato inizialmente come BFW 37                                                                                 |

### Aerei da trasporto
| Nome                                      | Immagine | Tipo                                              | Note |
| ----------------------------------------- | -------- | ------------------------------------------------- | --- |
| Arado Ar 232 "Tausendfüßler" (millepiedi) |          | trasporto                                         | |
| Blohm und Voss BV 222 "Wiking" (vichingo) |          | trasporto                                         | idrovolante |
| DFS 230                                   |          | trasporto                                         | aliante |
| Focke-Wulf Fw 58 "Weihe" (albanella)      |          | trasporto leggero, addestratore avanzato          | |
| Focke-Wulf Fw 200 Condor                  |          | trasporto, pattugliamento marittimo, bombardiere  | |
| Göppingen Gö 1 "Wolf"                     |          |                                                   | aliante |
| Göppingen Gö 3 "Minimoa"                  |          |                                                   | aliante |
| Gotha Go 242                              |          | trasporto                                         | aliante |
| Gotha Go 244                              |          | trasporto                                         | aliante |
| Heinkel He 111Z                           |          | traino alianti                                    | unione di due He 111 |
| Junkers W 34                              |          | aereo da trasporto, addestratore                  | entrato in servizio nel 1926, nel 1944 la Luftwaffe ne aveva ancora in servizio 1134 esemplari, la maggior parte dei quali utilizzati nelle scuole di volo. |
| Junkers Ju 52 "Tante Ju" (zia Ju)         |          | trasporto, bombardiere                            | |
| Junkers Ju 90                             |          | aereo di linea, trasporto                         | |
| Junkers Ju 252                            |          | trasporto                                         | |
| Junkers Ju 290                            |          | trasporto, bombardiere a lungo raggio             | |
| Junkers Ju 352 "Herkules" (Ercole)        |          | aereo da trasporto                                | |
| Messerschmitt Me 321 "Gigant" (gigante)   |          | trasporto                                         | aliante |
| Messerschmitt Me 323 "Gigant" (gigante)   |          | trasporto                                         | evoluzione motorizzata del Me 321 |
| Siebel Fh 104 "Hallore"                   |          | trasporto                                         | |
| Siebel Si 204                             |          | collegamento, trasporto, addestramento equipaggio | |

### Altri tipi
| Nome                                                   | Immagine | Tipo                                    | Note                                                                                             |
| ------------------------------------------------------ | -------- | --------------------------------------- | ------------------------------------------------------------------------------------------------ |
| Blohm und Voss BV 143                                  |          | bomba planante                          |                                                                                                  |
| Blohm und Voss BV 246 "Hagelkorn" (chicco di grandine) |          | aerodina a lungo raggio a guida radar\| |                                                                                                  |
| Fieseler Fi 103 (V1)                                   |          | bomba volante                           |                                                                                                  |
| Flettner Fl 282 "Kolibri" (colibrì)                    |          | elicottero da ricognizione              | elicottero                                                                                       |
| Focke-Achgelis Fa 223 "Drachen" (drago)                |          | elicottero da trasporto                 | elicottero                                                                                       |
| Focke-Achgelis Fa 224                                  |          |                                         | sostituto biposto dell'Fa 61; progettato come addestratore per elicotteri                        |
| Focke-Achgelis Fa 225 trasporto                        |          | aliante d'assalto                       | autogiro senza motore, trainato; trasporto truppe con capacità di atterraggio in spazi ristretti |
| Focke-Achgelis Fa 283                                  |          |                                         |                                                                                                  |
| Focke-Achgelis Fa 284                                  |          |                                         |                                                                                                  |
| Henschel Hs 117 "Schmetterling" (Farfalla)             |          | missile terra-aria                      | motore a razzo                                                                                   |
| Henschel Hs 293                                        |          | bomba planante                          | propulsione: razzo                                                                               |
| Henschel Hs 294                                        |          | bomba planante anti-nave                | propulsione: razzo                                                                               |
| Henschel Hs 298                                        |          | missile aria-aria                       | propulsione: razzo                                                                               |
| Junkers Ju 268                                         |          | bombardamento                           | ridenominazione del Mistel 5                                                                     |
| Mistel                                                 |          | bombardamento                           | serie di velivoli compositi                                                                      |

### Prototipi e aerei sperimentali
| Nome                                         | Immagine | Tipo                                    | Note                                                                               |
| -------------------------------------------- | -------- | --------------------------------------- | ---------------------------------------------------------------------------------- |
| Arado Ar 80                                  |          | caccia                                  |                                                                                    |
| Arado Ar 197                                 |          | caccia imbarcato                        | biplano, derivato dall'Ar 68                                                       |
| Arado Ar 198                                 |          | ricognitore                             |                                                                                    |
| Arado Ar 231".                               |          | ricognitore anti-sommergibile           |                                                                                    |
| Arado Ar 440                                 |          | caccia pesante, ricognitore             | solo progetto                                                                      |
| Bachem Ba 349 Natter" (Vipera)               |          | caccia intercettore                     | motore a razzo                                                                     |
| Blohm und Voss BV 40                         |          | intercettore                            | aliante                                                                            |
| Blohm und Voss BV 144                        |          | aereo di linea, trasporto               |                                                                                    |
| Blohm und Voss BV 238                        |          |                                         | idrovolante                                                                        |
| Blohm und Voss Ha 137                        |          | bombardiere a tuffo                     |                                                                                    |
| Blohm und Voss Ha 140                        |          | idrovolante silurante                   | idrovolante                                                                        |
| Blohm und Voss BV 155                        |          | intercettore d'alta quota               | sviluppo dell'Me 155                                                               |
| DFS 228                                      |          | ricognitore                             | propulsione a razzo                                                                |
| DFS 331                                      |          | trasporto                               | aliante                                                                            |
| DFS 346                                      |          | apparecchio supersonico di ricerca      | prototipo incompleto                                                               |
| Dornier Do 19                                |          | bombardiere strategico                  | quadrimotore bideriva; costruito in tre esemplari                                  |
| Dornier Do 29 (1934)                         |          | caccia pesante                          | caccia pesante bimotore a lungo raggio, concorrente del Bf 110                     |
| Dornier Do 214                               |          | trasporto                               | idrovolante                                                                        |
| Focke-Achgelis Fa 266 "Hornisse" (calabrone) |          |                                         | elicottero                                                                         |
| Focke-Achgelis Fa 269                        |          | convertiplano                           | progetto                                                                           |
| Focke-Achgelis Fa 330 "Bachstelze"           |          |                                         | elicottero                                                                         |
| Focke-Achgelis Fa 336                        |          | elicottero da ricognizione              | elicottero                                                                         |
| Focke-Wulf Fw 57                             |          | caccia pesante, bombardiere             |                                                                                    |
| Focke-Wulf Fw 61                             |          | elicottero sperimentale                 | primo aeromobile di questo tipo ad essere realizzato e prodotto in serie           |
| Focke-Wulf Fw 186                            |          | ricognitore                             | autogiro                                                                           |
| Focke-Wulf Fw 191                            |          | bombardiere                             |                                                                                    |
| Focke-Wulf Ta 183                            |          | caccia                                  | turbogetto                                                                         |
| Focke-Wulf Ta 400                            |          | bombardiere                             | esamotore                                                                          |
| Göppingen Gö 9                               |          | prototipo                               | velivolo di sviluppo per il Do 335 "Pfiel"                                         |
| Gotha Go 147                                 |          | ricognitore                             | STOL                                                                               |
| Gotha Go 345                                 |          | aliante da assalto                      | aliante in grado di trasportare dieci armati                                       |
| Gotha Ka 430                                 |          | trasporto                               | aliante                                                                            |
| Heinkel He 74                                |          | caccia, addestratore avanzato           |                                                                                    |
| Heinkel He 100                               |          | caccia                                  |                                                                                    |
| Heinkel He 113                               |          | caccia                                  | designazione alternativa –propagandistica- dell'He 100                             |
| Heinkel He 172                               |          | addestratore                            |                                                                                    |
| Heinkel He 176                               |          | aereo sperimentale                      | motore a razzo                                                                     |
| Heinkel He 178                               |          | aereo sperimentale                      | motore turbogetto                                                                  |
| Heinkel He 277                               |          | bombardiere strategico                  | sviluppo dell'He 177                                                               |
| Heinkel He 280                               |          | caccia                                  | turbogetto                                                                         |
| Heinkel P.1073                               |          | caccia                                  | turbogetto                                                                         |
| Henschel Hs 121                              |          | caccia, addestratore                    |                                                                                    |
| Henschel Hs 124                              |          | caccia pesante, bombardiere             | bimotore mutiruolo ad ala bassa e costruzione metallica                            |
| Henschel Hs 125                              |          | caccia, addestratore                    |                                                                                    |
| Henschel Hs 127                              |          | bombardiere                             | turbogetto                                                                         |
| Henschel Hs 130                              |          | ricognitore, bombardiere                | ricognitore d'alta quota bimotore ad ala bassa                                     |
| Henschel Hs 132                              |          | bombardiere in picchiata - intercettore | turbogetto                                                                         |
| Horten Ho 229                                |          | caccia                                  | citato anche come Gotha Go 229 e Horten Ho IX; ala volante con propulsione a getto |
| Junkers EF 61                                |          | bombardiere d'alta quota, ricognitore   | bimotore ad ala media con cabina pressurizzata                                     |
| Junkers EF 126                               |          | caccia                                  | prototipo di un aereo da caccia semplice ed economico, spinto da un pulsogetto     |
| Junkers Ju 89                                |          | prototipo di bombardiere pesante        |                                                                                    |
| Junkers Ju 248                               |          |                                         | ridesignazione del Messerschmitt Me 263                                            |
| Junkers Ju 287                               |          | bombardiere pesante                     | turbogetto, ala a freccia negativa                                                 |
| Junkers Ju 288                               |          | bombardiere                             |                                                                                    |
| Junkers Ju 322 "Mammut" (mammuth)            |          | trasporto alianti                       |                                                                                    |
| Messerschmitt Bf 162                         |          | bombardiere                             | bombardiere leggero bimotore ad ala bassa                                          |
| Messerschmitt Bf 163                         |          | ricognitore                             | aereo da ricognizione e collegamento con caratteristiche STOL                      |
| Messerschmitt Me 209                         |          | caccia, aereo da primato                |                                                                                    |
| Messerschmitt Me 209-II                      |          | caccia                                  | aereo diverso dall'Me 209                                                          |
| Messerschmitt Me 261                         |          | ricognitore a lungo raggio              |                                                                                    |
| Messerschmitt Me 263                         |          | caccia                                  | evoluzione del Messerschmitt Me 163                                                |
| Messerschmitt Me 264 "Amerika" (America)     |          | bombardiere a lungo raggio              |                                                                                    |
| Messerschmitt Me 309                         |          | caccia                                  |                                                                                    |
| Messerschmitt Me 328                         |          | caccia parassita                        | propulsione: 2 pulsoreattori                                                       |
| Messerschmitt Me 509                         |          | caccia                                  | caratterizzato dallo spostamento dell'unità motrice dietro all'abitacolo           |
| Messerschmitt Me P 08.01                     |          | bombardiere pesante                     | ala volante (solo progetto)                                                        |
| Siebel Si 201                                |          | aereo da ricognizione e collegamento    | velivolo con caratteristiche STOL                                                  |

## Aerei stranieri impiegati dalla Luftwaffe
Italia
- Avia FL.3
- Breda Ba.25
- Breda Ba.65
- Breda Ba.88 "Lince"
- CANT Z.501 "Gabbiano"
- CANT Z.506 "Airone"
- CANT Z.1007 "Alcione"
- Caproni Ca.111
- Caproni Ca.133
- Caproni Ca.148
- Caproni Ca.164
- Caproni Ca.166
- Caproni Ca.309 "Ghibli"
- Caproni Ca.310 "Libeccio"
- Caproni Ca.311
- Caproni Ca.312
- Caproni Ca.313
- Caproni Ca.314
- Caproni Vizzola F.5
- Fiat B.R.20 "Cicogna"
- Fiat C.R.20
- Fiat C.R.25
- Fiat C.R.30 "Asso"
- Fiat C.R.32
- Fiat C.R.42 "Falco"
- Fiat G.12
- Fiat G.50 "Freccia"
- Fiat G.55 "Centauro"
- Fiat R.S.14
- IMAM Ro.37
- IMAM Ro.41
- IMAM Ro.43
- IMAM Ro.44
- IMAM Ro.57
- Macchi C.200 "Saetta"
- Macchi C.202 "Folgore"
- Macchi C.205V "Veltro"
- Piaggio P.108
- Reggiane Re.2000 "Falco I"
- Reggiane Re.2001 "Falco II"
- Reggiane Re.2002 "Ariete"
- Reggiane Re.2005 "Sagittario"
- SAI Ambrosini 207
- SAI Ambrosini 403 (presunto)
- Saiman 200
- Saiman 202
- Savoia-Marchetti S.M.73
- Savoia-Marchetti S.M.75
- Savoia-Marchetti S.M.79 "Sparviero"
- Savoia-Marchetti S.M.81 "Pipistrello"
- Savoia-Marchetti S.M.82 "Marsupiale"
- Savoia-Marchetti S.M.83
- Savoia-Marchetti S.M.84

L Cecoslovacchia
- Aero A-100
- Aero A-101
- Aero A-300
- Aero A-304
- Avia B-71
- Avia B-122
- Avia B-534
- Letov Š-328
- Praga E-39

 Francia
- Amiot A.143
- Amiot A.351
- Arsenal VG-33
- Bloch MB.131
- Bloch MB.152
- Bloch MB.155
- Bloch MB.157
- Bloch MB.162
- Bloch MB.170
- Bloch MB.174
- Bloch MB.175
- Bloch MB.178
- Bloch MB.200
- Bloch MB.210
- Breguet Bre 521
- Breguet Bre 693
- Breguet Bre 695
- Caudron C.445
- Caudron C.635
- Centre NC.470
- Dewoitine D.520
- Hanriot H.232
- Latécoère 298
- Latécoère 299
- Lioré-et-Olivier LeO 451
- Loire 130
- Morane-Saulnier MS.230
- Morane-Saulnier MS.406
- Potez 25
- Potez 63
- Potez 63-11
- Potez 161
- Potez 631

 Jugoslavia
- Fizir F1
- Fizir FN
- Rogožarski IK-3

 Norvegia
- Høver Marines MF11

 Regno Unito
- Airspeed AS.6 Envoy
- Avro Lancaster
- Bristol Beaufighter
- Bristol Blenheim
- de Havilland DH.82 Tiger Moth
- de Havilland DH.98 Mosquito
- Gloster Gladiator
- Handley Page HP 52 Hampden
- Hawker Hart
- Hawker Hurricane
- Hawker Typhoon
- Short Stirling
- Supermarine Spitfire
- Vickers Wellington
- Westland Lysander

 Paesi Bassi
- Fokker C.V
- Fokker C.VI
- Fokker D.XXI
- Fokker F.IX
- Fokker G.IA
- Fokker G.IB
- Fokker T.VIII W

 Polonia
- PWS-26
- PZL P.7
- PZL P.11
- PZL.37 Łoś
- PZL.43 Czajka

 Repubblica Sociale Italiana
- CANT Z.515
- CANT Z.1018 "Leone"
- Caproni Ca.331
- Fiat G.18
- Fiat G.56
- Macchi M.C.94
- Nardi FN.305
- Nardi FN.315
- Nardi FN.316
- Saiman 204
- Savoia-Marchetti S.M.87
- Savoia-Marchetti S.M.90
- Savoia-Marchetti S.M.91
- Savoia-Marchetti S.M.92
- Savoia-Marchetti S.M.93
- Savoia-Marchetti S.M.95

 Stati Uniti
- Boeing B-17 Flying Fortress
- Consolidated B-24 Liberator
- Curtiss P-36 Hawk
- Douglas A-26 Invader
- Douglas C-47 Dakota/Skytrain
- Douglas DB-7 Boston
- Douglas DC-2
- Lockheed Hudson
- Lockheed P-38 Lightning
- Martin 167 Maryland
- Martin B-26 Marauder
- North American B-25 Mitchell
- North American NA-57
- North American P-51 Mustang
- Republic P-47 Thunderbolt

[[File:
Flag of the Soviet Union (1936 – 1955).svg|class=noviewer|
Unione Sovietica (bandiera)|border|20x16px]] Unione Sovietica
- Aviotöökoda Pto-4 (ex estoni)
- Ilyushin Il-2 Šturmovik
- Ilyushin Il-4
- Lavochkin La-5
- Lavochkin LaGG-3
- Mikoyan-Gurevich MiG-1
- Mikoyan-Gurevich MiG-3
- Petlyakov Pe-2
- Polikarpov I-16
- Polikarpov I-153
- Polikarpov Po-2
- Tupolev SB-2
- VEF I-16 (ex lettoni)
- Yakovlev UT-1
- Yakovlev Yak-1